# Albicocca vesuviana
L'albicocca vesuviana, localmente chiamata crisommola, è una varietà di albicocca che viene prodotta nei comuni vesuviani.

## Storia
Questa varietà è stata descritta già nel 1583 da Gian Battista Della Porta nella sua opera Suae Villae Pomarium dove distingue due tipi di albicocche: bericocche e crisomele, più pregiate.
Da questo antico termine deriverebbe, quindi il napoletano "crisommole" ancora oggi usato per indicare le albicocche, e da cui sarebbero derivate, inoltre, le crisomele alessandrine, che ancora esistono nell'area vesuviana.
Nel secolo scorso il testo ad opera di autori vari, "Breve ragguaglio dell'Agricoltura e Pastorizia del Regno di Napoli", del 1845, riconosce l'albicocco come l'albero più diffuso, dopo il fico, nell'area del napoletano, e precisamente in quella vesuviana, "dove viene meglio che altrove e più maniere se ne contano, differenti nelle frutta …".
Evidentemente vi era già una discreta varietà di ecotipi che offrivano frutta diverse a seconda delle caratteristiche della varietà di appartenenza, di cui oggi si riconoscono oltre 40 nella sola area vesuviana.

## Varietà
Con la denominazione di Albicocca Vesuviana si indicano, in realtà, circa 100 antiche varietà, interamente autoctone e frutto di una selezione mendeliana, la cui area di produzione coincide con il territorio del Parco Nazionale del Vesuvio. Poetici e bizzarri sono i nomi attribuiti alle diverse varietà: Baracca, Boccuccia Liscia, Boccuccia Spinosa, Pellecchiella, Portici, Ceccona, Palummella, Vitillo, San Castrese, Fracasso, Cafona, Prete, Prete bello, Taviello, San Francesco, Setacciara, Acqua di Serino, Serecchiella etc.
A caratterizzare e distinguere una varietà dall'altra sono le dimensioni, l'intensità del profumo, la levigatezza della buccia e il sapore che va da quello molto dolce delle albicocche Pellecchiella, all'aroma agro-amarognolo della varietà Vitillo. Ma vi sono caratteristiche comuni quali la polpa gialla zuccherina, il profumo intenso ed il colore giallo aranciato della buccia, cui si sovrappone il rosso sfumato o punteggiato.
La maturazione avviene nel periodo medio-precoce, tanto che la raccolta è effettuata già a partire dalla metà del mese di giugno.
È in corso di registrazione il marchio IGP presso l'Unione europea con Protezione Transitoria Nazionale.